# Флаг Среднечелбасского сельского поселения
Флаг муниципального образования Среднечелбасское сельское поселение Павловского района Краснодарского края Российской Федерации — опознавательно-правовой знак, служащий официальным символом муниципального образования.
Флаг утверждён 1 февраля 2011 года и внесён в Государственный геральдический регистр Российской Федерации с присвоением регистрационного номера 6663.

## Описание
«Прямоугольное полотнище с отношением ширины к длине 2:3, воспроизводящее композицию герба Среднечелбасского сельского поселения Павловского района в жёлтом, малиновом, синем, красном, чёрном, белом и телесном цветах».
Геральдическое описание герба гласит: «В золотом поле пурпурный узкий Андреевский крест, поверх всего кубанский казачий офицер в форме советского времени: (чёрных сапогах, кубанке с червлёным верхом и червлёной звездой о пяти лучах, лазоревой черкеске с червлёными обшлагами, серебряными газырями и погонами, червлёном бешмете и чёрном поясе, на котором справа чёрная пистолетная кобура, впереди — серебряный с червлёным узором кинжал в ножнах, слева — шашка в чёрных ножнах с серебряной отделкой и серебряным темляком, каковую офицер придерживает левой рукой за серебряную рукоять; на груди выше левых газырей — две медали (серебряная и золотая) на пятиугольных лазоревых колодках».

## Обоснование символики
Флаг языком символов и аллегорий отражает исторические, культурные и экономические особенности сельского поселения.
Все населённые пункты поселения образованы в конце XIX — начале XX века, однако активно развиваться стали лишь в советский период.
Среднечелбасское сельское поселение расположено в степной зоне Краснодарского края, среди бескрайних полей, засеянных хлебными злаками, что и отражено жёлтым цветом полотнища флага. Через земли поселения проходят дороги краевого значения, на что аллегорически указывает изображение узкого косого креста малинового цвета.
Жёлтый цвет полотнища символизирует величие, богатство и процветание, прочность и достаток.
Малиновый цвет символизирует цветущую землю, верность, скромность, набожность.
В годы Великой Отечественной войны жители населённых пунктов поселения встали на защиту родной земли, многие из них воевали в рядах казачьих соединений Советской Армии, на что указывает изображение кубанского казака в казачьей форме времён Великой Отечественной войны.
Казаки в боях отличались смекалкой, мужеством и отвагой за что и удостаивались многих наград, а два жителя хутора Средний Челбас были удостоены звания Героя Советского Союза.